# Harwich Port, Massachusetts
Harwich Port är en ort i Barnstable County i delstaten Massachusetts, USA.